# Umar Sadiq
Sadiq Umar Mesbah (Kaduna, 2 de febrero de 1997), más conocido como Umar Sadiq, es un futbolista nigeriano que juega como delantero en la Real Sociedad de la Primera División de España.

## Trayectoria

### Juveniles
Sadiq comenzó a jugar al fútbol infantil en Kusa Boys, club de su ciudad natal. Luego viajó a la capital de Nigeria para unirse a la Football College Abuja, reconocida academia del país.
En el año 2013, jugó con el Abuja F. C. un torneo internacional juvenil, el Kvarnerska Rivijera, en Rijeka, Croacia. Sadiq mostró un gran nivel con 16 años y salieron campeones de la 61.ª edición. Spezia Calcio mostró interés por el jugador, pero para la temporada 2013-14 se unió a Lavagnese de la Serie D para adaptarse al fútbol italiano.
Disputó un partido en la máxima categoría del fútbol amateur de Italia. Luego se incorporó a Spezia definitivamente.

### Spezia Calcio
Sadiq debutó en Spezia Calcio 1906, el 30 de agosto de 2014, en la fecha 1 del Campeonato Primavera, jugó los 90 minutos contra Fiorentina, anotó su primer gol pero perdieron 6 a 2. Se consolidó como titular y jugó 24 partidos del campeonato, en los que anotó 26 goles, incluidos 5 dobletes y un hat-trick.
Debido a su rendimiento en juveniles, el técnico del primer equipo, Nenad Bjelica, lo convocó para estar a la orden en la fecha 8 de la Serie B, jugaron contra Pro Vercelli, no tuvo minutos y perdieron 1 a 0. Para la jornada 21, fue convocado nuevamente, el 28 de diciembre jugaron contra Bari, ganaron 3 a 0 pero no ingresó.
En el mes de febrero, ya en 2015, jugó el Torneo de Viareggio, anotó un gol en el primer encuentro, pero cayeron en cuartos de final con Fiorentina. Estuvo presente en 4 partidos. Finalizó la temporada 2014-15, con 32 presencias y 27 goles en las juveniles.

### A. S. Roma
Por buena actuación, la A. S. Roma consiguió su préstamo por 500 000 €, con una opción de compra de 2,5 millones de euros. Llegó con los romanos para comenzar la temporada 2015-16. Fue incluido en la lista de la Champions League Juvenil. Su primer partido con Roma fue en la fecha 1 de la competición internacional, el 16 de septiembre de 2015, jugó como titular contra Barcelona y empataron 0 a 0.
El 19 de septiembre, jugó como titular en la fecha 2 del Campeonato Primavera contra Napoli, se destacó al anotar 4 goles y brindar una asistencia, ganaron 6 a 2. En la jornada siguiente, jugaron contra Virtus Lanciano, anotó 2 goles y ganaron 3 a 0. Se enfrentaron a BATE en la segunda fecha del torneo internacional, el 29 de septiembre, estuvo presente los 90 minutos pero volvieron a empataron sin goles.
Debido a sus buenas actuaciones con juveniles, el técnico del primer equipo, Rudi García, lo convocó para la fecha 7 de la Serie A, estuvo en el banco de suplentes el 4 de octubre contra Palermo, no tuvo minutos y ganaron 4 a 2. Hasta la fecha 12, fue convocado por el plantel absoluto pero no ingresó. 
Jugó el partido de octavos de final de la Copa Italia Primavera, el 18 de noviembre, estuvo los 90 minutos contra Atalanta, anotó un doblete y ganaron 2 a 0. Para la fecha 13 de la Serie A, el 21 de noviembre, jugaron contra Bologna en el Estadio Renato Dall'Ara ante más de 23 300 espectadores, Sadiq ingresó en el minuto 89 y empataron 2 a 2. Debutó como profesional con 18 años y 292 días.
El 16 de diciembre, estuvo en el banco de suplentes por octavos de final de la Copa Italia, contra Spezia, no tuvo minutos, perdieron en los penaltis y quedaron eliminados. En su tercer partido oficial, el 20 de diciembre, jugaron contra Genoa, al minuto 82 ingresó con el partido 1 a 0 a favor, 7 minutos le bastaron para anotar su primer gol como profesional y sentenciar el 2 a 0. Jugó como titular por primera vez el 6 de enero de 2016, contra Chievo Verona, al minuto 7 abrió el marcador con un gol, estuvo 80 minutos en cancha y empataron 3 a 3.
En la Champions League juvenil, quedaron en segundo lugar del grupo, tras Barcelona. Fueron a un partido por un cupo a octavos de final contra Red Bull Salzburg, anotó un gol y ganaron 4 a 0. El 24 de febrero, se enfrentaron al PSV, le cometieron un penal y brindó una asistencia, empataron 2 a 2 en los 90 minutos, fueron a penales, Sadiq anotó el suyo y ganaron 5 a 3.

### España
Tras encadenar seis cesiones consecutivas, el 5 de octubre de 2020 la U. D. Almería fichó al jugador en propiedad por 5 000 000 €, precio que podría incrementarse hasta los 9 millones en caso de cumplirse una serie de objetivos deportivos. Firmó por cinco temporadas.
En sus dos primeros años fue el máximo goleador del equipo con 22 y 19 goles respectivamente. En el segundo de ellos, además, consiguieron el ascenso a la Primera División. En su estreno en la categoría consiguió ver puerta en dos ocasiones en las tres primeras jornadas y, antes del cierre del periodo de traspasos, se llegó a un acuerdo para su venta a la Real Sociedad.
A los diez días de su llegada al conjunto vasco, sufrió una lesión de larga duración en un encuentro ante el Getafe C. F. Desde entonces pasaron ocho meses hasta volver a entrenar al mismo ritmo que sus compañeros, pero no llegó a jugar en los últimos partidos del curso. Su reaparición se produjo el 12 de agosto en el primer encuentro de la temporada.
El 4 de enero de 2025 llegó cedido, con opción de compra, al Valencia C. F. para lo que restaba de temporada. Aunque ayudó al equipo marcando seis goles en 19 partidos, el club decidió no adquirirlo en propiedad.

## Selección nacional

### Categorías inferiores
Fue incluido en una lista provisoria de 35 jugadores para estar en los Juegos Olímpicos. El entrenador de la sub-23, Siasia, lo confirmó para viajar a Brasil y defender la selección olímpica de Nigeria. Lograron la medalla de bronce y Sadiq jugó 6 partidos y anotó 4 goles.

#### Participaciones en Juegos Olímpicos
| JJ. OO.             | Sede   | Resultado | Partidos | Goles |
| ------------------- | ------ | --------- | -------- | ----- |
| Río de Janeiro 2016 | Brasil | Bronce    | 6        | 4     |

### Absoluta
El 25 de diciembre de 2021 fue convocado por la selección absoluta para participar en la Copa Africana de Naciones 2021. Realizó su debut el 11 de enero de 2022 en la victoria por uno a cero ante Egipto correspondiente a la primera jornada de la fase de grupos del torneo. En el último partido de esta ronda ante Guinea-Bisáu, fue titular por primera vez y logró su primer gol.

#### Participaciones en Copa Africana de Naciones
| Copa                           | Sede    | Resultado        | Partidos | Goles |
| ------------------------------ | ------- | ---------------- | -------- | ----- |
| Copa Africana de Naciones 2021 | Camerún | Octavos de final | 4        | 1     |

## Estadísticas

### Clubes
Actualizado al 23 de mayo de 2025.
| Club                        | Div.          | Temporada     | Liga  | Liga  | Copas nacionales | Copas nacionales | Copas internacionales | Copas internacionales | Total | Total |
| Club                        | Div.          | Temporada     | Part. | Goles | Part.            | Goles            | Part.                 | Goles                 | Part. | Goles |
| --------------------------- | ------------- | ------------- | ----- | ----- | ---------------- | ---------------- | --------------------- | --------------------- | ----- | ----- |
| U. S. D. Lavagnese · Italia | 4.ª           | 2013-14       | 1     | 0     | 0                | 0                | —                     | —                     | 1     | 0     |
| U. S. D. Lavagnese · Italia | Total club    | Total club    | 1     | 0     | 0                | 0                | 0                     | 0                     | 1     | 0     |
| Spezia Calcio · Italia      | 2.ª           | 2014-15       | 0     | 0     | 0                | 0                | —                     | —                     | 0     | 0     |
| Spezia Calcio · Italia      | Total club    | Total club    | 0     | 0     | 0                | 0                | 0                     | 0                     | 0     | 0     |
| A. S. Roma · Italia         | 1.ª           | 2015-16       | 6     | 2     | 0                | 0                | —                     | —                     | 6     | 2     |
| A. S. Roma · Italia         | Total club    | Total club    | 6     | 2     | 0                | 0                | 0                     | 0                     | 6     | 2     |
| Bologna F. C. · Italia      | 1.ª           | 2016-17       | 7     | 0     | —                | —                | —                     | —                     | 7     | 0     |
| Bologna F. C. · Italia      | Total club    | Total club    | 7     | 0     | 0                | 0                | 0                     | 0                     | 7     | 0     |
| Torino F. C. · Italia       | 1.ª           | 2017-18       | 3     | 0     | 0                | 0                | —                     | —                     | 3     | 0     |
| Torino F. C. · Italia       | Total club    | Total club    | 3     | 0     | 0                | 0                | 0                     | 0                     | 3     | 0     |
| NAC Breda · Países Bajos    | 1.ª           | 2017-18       | 12    | 5     | —                | —                | —                     | —                     | 12    | 5     |
| NAC Breda · Países Bajos    | Total club    | Total club    | 12    | 5     | 0                | 0                | 0                     | 0                     | 12    | 5     |
| Rangers F. C. Escocia       | 1.ª           | 2018-19       | 1     | 0     | 2                | 0                | 1                     | 0                     | 4     | 0     |
| Rangers F. C. Escocia       | Total club    | Total club    | 1     | 0     | 2                | 0                | 1                     | 0                     | 4     | 0     |
| Perugia Calcio · Italia     | 2.ª           | 2018-19       | 18    | 3     | —                | —                | —                     | —                     | 18    | 3     |
| Perugia Calcio · Italia     | Total club    | Total club    | 18    | 3     | 0                | 0                | 0                     | 0                     | 18    | 3     |
| Partizán de Belgrado Serbia | 1.ª           | 2019-20       | 24    | 12    | 3                | 0                | 12                    | 5                     | 39    | 17    |
| Partizán de Belgrado Serbia | 1.ª           | 2020-21       | 10    | 6     | —                | —                | 3                     | 0                     | 13    | 6     |
| Partizán de Belgrado Serbia | Total club    | Total club    | 34    | 18    | 3                | 0                | 15                    | 5                     | 52    | 23    |
| U. D. Almería · España      | 2.ª           | 2020-21       | 40    | 20    | 3                | 2                | —                     | —                     | 43    | 22    |
| U. D. Almería · España      | 2.ª           | 2021-22       | 36    | 18    | 2                | 1                | —                     | —                     | 38    | 19    |
| U. D. Almería · España      | 1.ª           | 2022-23       | 3     | 2     | —                | —                | —                     | —                     | 3     | 2     |
| U. D. Almería · España      | Total club    | Total club    | 79    | 40    | 5                | 3                | 0                     | 0                     | 84    | 43    |
| Real Sociedad · España      | 1.ª           | 2022-23       | 2     | 1     | 0                | 0                | 1                     | 0                     | 3     | 1     |
| Real Sociedad · España      | 1.ª           | 2023-24       | 26    | 3     | 6                | 0                | 4                     | 0                     | 36    | 3     |
| Real Sociedad · España      | 1.ª           | 2024-25       | 7     | 0     | 1                | 0                | 3                     | 0                     | 11    | 0     |
| Real Sociedad · España      | Total club    | Total club    | 35    | 4     | 7                | 0                | 8                     | 0                     | 50    | 4     |
| Valencia C. F. · España     | 1.ª           | 2024-25       | 16    | 5     | 3                | 1                | ―                     | ―                     | 19    | 6     |
| Valencia C. F. · España     | Total club    | Total club    | 16    | 5     | 3                | 1                | 0                     | 0                     | 19    | 6     |
| Total carrera               | Total carrera | Total carrera | 212   | 77    | 20               | 4                | 24                    | 5                     | 256   | 86    |

## Palmarés

### Tìtulos internacionales
| Título           | Club (*)             | País   | Año  |
| ---------------- | -------------------- | ------ | ---- |
| Juegos Olímpicos | Selección de Nigeria | Brasil | 2016 |

(*) Incluyendo la selección.

### Distinciones individuales
| Distinción                                                        | Año     |
| ----------------------------------------------------------------- | ------- |
| Mejor jugador del mes de enero en la Segunda División de España   | 2020-21 |
| Mejor jugador del mes de febrero en la Segunda División de España | 2021-22 |
| Mejor gol del mes de marzo en la Primera División de España       | 2024-25 |